# Samouco
Samouco – parafia (freguesia) gminy Alcochete i jednocześnie miejscowość w Portugalii. W 2011 zamieszkiwało ją 3143 mieszkańców, na obszarze 4,76 km². 